# Anne Capron
Pour les articles homonymes, voir Capron.
Anne Capron, née le 18 février 1969 à Paris, est une nageuse synchronisée française.

## Biographie
Anne Capron a remporté trois médailles d'or continentales par équipe, aux Championnats d'Europe de natation 1985, aux Championnats d'Europe de natation 1987 et aux Championnats d'Europe de natation 1989, ainsi que deux médailles d'argent par équipe et en duo aux Championnats d'Europe de natation 1991.